# Structural Similarity
Structural SIMilarity ou SSIM est une mesure de similarité entre deux images numériques.

## Description
Elle a été développée pour mesurer la qualité visuelle d'une image compressée, par rapport à l'image originale. L'idée de SSIM est de mesurer la similarité de structure entre les deux images, plutôt qu'une différence pixel à pixel comme le fait par exemple le PSNR. L'hypothèse sous-jacente est que l'œil humain est plus sensible aux changements dans la structure de l'image.
La métrique SSIM est calculée sur plusieurs fenêtres d'une image. La mesure entre deux fenêtres {\displaystyle x} et {\displaystyle y} de taille NxN est :
{\displaystyle {\mathit {SSIM}}(x,y)=l(x,y).c(x,y).s(x,y)={\frac {(2\mu _{x}\mu _{y}+c_{1})(2\sigma _{x}\sigma _{y}+c_{2})(cov_{xy}+c_{3})}{(\mu _{x}^{2}+\mu _{y}^{2}+c_{1})(\sigma _{x}^{2}+\sigma _{y}^{2}+c_{2})(\sigma _{x}\sigma _{y}+c_{3})}}}
avec 
- {\displaystyle \mu _{x}} la moyenne de {\displaystyle x} ;
- {\displaystyle \mu _{y}} la moyenne de {\displaystyle y} ;
- {\displaystyle \sigma _{x}^{2}} la variance de {\displaystyle x} ;
- {\displaystyle \sigma _{y}^{2}} la variance de {\displaystyle y} ;
- {\displaystyle cov_{xy}} la covariance de {\displaystyle x} et {\displaystyle y} ;
- {\displaystyle c_{1}=(k_{1}L)^{2}}, {\displaystyle c_{2}=(k_{2}L)^{2}} et {\displaystyle c_{3}={c_{2} \over 2}} trois variables destinées à stabiliser la division quand le dénominateur est très faible ;
- {\displaystyle L} la dynamique des valeurs des pixels, soit 255 pour des images codées sur 8 bits ;
- {\displaystyle k_{1}} = 0,01 et {\displaystyle k_{2}} = 0,03 par défaut.

Pour l'évaluation de qualité d'une image, la formule précédente est appliquée sur la luminance uniquement. Typiquement, les grandeurs sont calculées sur des fenêtres de taille 8x8. La fenêtre
courante peut se déplacer pixel par pixel sur l'ensemble de l’image. Cependant, les auteurs proposent
de ne considérer qu'un sous-ensemble de ces fenêtres, par exemple en réduisant leur nombre d’un
facteur deux dans les deux dimensions. Ceci permet de diminuer la complexité du calcul.
Structural dissimilarity (DSSIM) est une métrique dérivée de SSIM, elle est donnée par la formule suivante :
{\displaystyle {\mathit {DSSIM}}(x,y)={\frac {1-{\mathit {SSIM}}(x,y)}{2}}}

## Discussions sur les performances
Dans de nombreux cas, le SSIM surpasse significativement le MSE (Mean Squared Error) et ses dérivés en termes de précision, y compris dans des recherches menées par ses propres auteurs et d'autres ,,,,,. Le SSIM est particulièrement performant face au MSE pour des distorsions qui n'affectent pas la structure de l'image (déplacement de la luminance, étirement du contraste...).
Des articles de recherche comme "A comprehensive assessment of the structural similarity index" par Richard Dosselmann et Xue Dong Yang montrent cependant que SSIM est en réalité moins précis qu'annoncé.
De plus, bien que SSIM soit inspiré de la perception visuelle humaine, sa formule montre qu'elle ne contient aucune modélisation élaborée du système visuel humain (SVH) et SSIM se base même sur des calculs non-perceptuels. Par exemple, le système visuel humain ne calcule pas de produit entre les valeurs moyennes des deux images.
Enfin, SSIM est conçu comme une mesure de qualité d'images fixes. SSIM ne contient aucun paramètre lié aux aspects temporels de la perception visuelle humaine et du jugement humain. Pourtant, certains[Qui ?] utilisent SSIM pour mesurer la qualité de vidéos.

### Sources
- (en) Z. Wang, A. C. Bovik, H. R. Sheikh and E. P. Simoncelli, "Image quality assessment: From error visibility to structural similarity," IEEE Transactions on Image Processing, vol. 13, no. 4, pp. 600-612, avril 2004.
- (en) Loza et al., "Structural Similarity-Based Object Tracking in Video Sequences", Proceedings of the 9th International Conference on Information Fusion.
- (en) Richard Dosselmann and Xue Dong Yang "A comprehensive assessment of the structural similarity index", https://link.springer.com/article/10.1007%2Fs11760-009-0144-1#page-1, DOI 10.1007/s11760-009-0144-1